# Бройце
Бройце (пол. Brojce, нім. Broitz) — село в Польщі, у гміні Бройці Ґрифицького повіту Західнопоморського воєводства.
Населення — 1253 особи (2011).
У 1975-1998 роках село належало до Щецинського воєводства.

## Демографія
Демографічна структура станом на 31 березня 2011 року:
|          | Загалом | Допрацездатний вік | Працездатний вік | Постпрацездатний вік |
| -------- | ------- | ------------------ | ---------------- | -------------------- |
| Чоловіки | 647     | 141                | 465              | 41                   |
| Жінки    | 606     | 123                | 384              | 99                   |
| Разом    | 1253    | 264                | 849              | 140                  |